# Canton de Bagnols-sur-Cèze
Le canton de Bagnols-sur-Cèze est une division administrative du département du Gard, dans l’arrondissement de Nîmes.

## Histoire
Le canton de Bagnols-sur-Cèze a été créé en 1801.
Un nouveau découpage territorial du Gard entre en vigueur à l'occasion des élections départementales de mars 2015, défini par le décret du 24 février 2014, en application des lois du 17 mai 2013 (loi organique 2013-402 et loi 2013-403). Les conseillers départementaux sont, à compter de ces élections, élus au scrutin majoritaire binominal mixte. Les électeurs de chaque canton élisent au Conseil départemental, nouvelle appellation du Conseil général, deux membres de sexe différent, qui se présentent en binôme de candidats. Les conseillers départementaux sont élus pour 6 ans au scrutin binominal majoritaire à deux tours, l'accès au second tour nécessitant 12,5 % des inscrits au 1er tour. En outre la totalité des conseillers départementaux est renouvelée. Ce nouveau mode de scrutin nécessite un redécoupage des cantons dont le nombre est divisé par deux avec arrondi à l'unité impaire supérieure si ce nombre n'est pas entier impair, assorti de conditions de seuils minimaux. Dans le Gard, le nombre de cantons passe ainsi de 46 à 23. Le nombre de communes du canton de Bagnols-sur-Cèze passe de 17 à 11.
Le nouveau canton de Bagnols-sur-Cèze est formé de communes des anciens cantons de Bagnols-sur-Cèze (11 communes). Le canton est entièrement inclus dans l'arrondissement de Nîmes. Le bureau centralisateur est situé à Bagnols-sur-Cèze.

## Représentation

### Juges de paix
| Période | Période | Identité                | Fonction précédente                               | Observation |
| ------- | ------- | ----------------------- | ------------------------------------------------- | ----------- |
| 1818    | 1830    | Jacques Michel          |                                                   | -           |
| 1830    | 1834    | Landrau                 |                                                   | -           |
| 1834    | 1840    | Jean Marsial            |                                                   | -           |
| 1840    | 1854    | Thibon                  |                                                   | -           |
| 1854    | 1870    | Joseph Cotton           | Juge de paix du canton de Nîmes-2                 | -           |
| 1870    | 1873    | Auguste Astier          |                                                   | -           |
| 1873    | 1879    | Clastron                |                                                   | -           |
| 1879    | 1889    | Auguste Astier          | Juge de paix du canton                            | -           |
| 1889    | 1899    | Joseph Constant         |                                                   | -           |
| 1900    | 1928    | Henri du Sablon         | Suppléant du juge de paix du canton               | -           |
| 1928    | 1935    | François Massonié       | Juge de paix du canton de Brienne-le-Château      | -           |
| 1935    | 1938    | Étienne Dumas           | Juge de paix du canton de Saint-Hippolyte-du-Fort | -           |
| 1938    | 1948    | Henri Artufel           | Juge de paix du canton de La Motte-du-Caire       | -           |
| 1948    | 1958    | Abel Cauzid-Espérandieu | Juge de paix du canton de Langogne                | -           |

### Conseillers d'arrondissement
Le canton de Bagnols avait deux conseillers d'arrondissement jusqu'en 1922.
Il faisait partie de l'arrondissement d'Uzès jusqu'à sa disparition en 1926.
| Période                                  | Période          | Identité                          | Étiquette          | Qualité                                                             |
| ---------------------------------------- | ---------------- | --------------------------------- | ------------------ | ------------------------------------------------------------------- |
| 1833                                     | 1838 (décès)     | Jean-Baptiste Ladroit (1770-1838) |                    | Médecin, maire de Bagnols                                           |
| 1833                                     | 1842             | Jean Marsial                      |                    | Négociant à Bagnols, juge de paix du canton                         |
| 1839                                     | 1842 (décès)     | Bruno Gensoul                     |                    | Maire de Bagnols                                                    |
| 1842                                     | 1852             | Auguste Cotton                    |                    | Maire de Bagnols                                                    |
| 1842                                     | 1855 (décès)     | Jacques Dumazer                   |                    | Filateur à Bagnols                                                  |
| 1852                                     | 1858             | Claude Eymieu                     |                    | Filateur, adjoint au maire de Bagnols                               |
| 1855                                     | 1864 (décès)     | Henri de Saint-Auban (1783-1864)  |                    | Officier d'infanterie, propriétaire foncier, maire de Saint-Gervais |
| 1864                                     | 1870             | Henri Gensoul                     |                    | Propriétaire et filateur, ancien maire de Bagnols-sur-Cèze          |
| 1870                                     | 1871             | Félix Saurin                      |                    | Maire de Bagnols-sur-Cèze                                           |
| 1871                                     | 1874             | François Maurensac                | Républicain        | Maire de Connaux                                                    |
| 1871                                     | 1877             | Joseph Justamond                  |                    | Médecin vétérinaire à Bagnols-sur-Cèze                              |
| 1874                                     | 1880             | Joseph Vignal                     | Monarchiste        | Propriétaire à Saint-Pons-la-Calm                                   |
| 1877                                     | 1883             | Félix Sartre                      | Légitimiste        | Propriétaire à Sabran                                               |
| 1880                                     | 1886             | François Maurensac                | Républicain        | Maire de Connaux                                                    |
| 1883                                     | 1889             | Paul Fabre                        |                    | Maire de Gaujac                                                     |
| 1886                                     | 1892             | Joseph Vignal                     |                    | Propriétaire à Saint-Pons-la-Calm                                   |
| 1889                                     | 1894 (démission) | Fernand Michel                    |                    | Propriétaire à Vénéjan                                              |
| 1892                                     | 1913             | Bertin Boissin                    | Républicain        | Industriel à Bagnols-sur-Cèze                                       |
| 1895                                     | 1898             | Aldebert Dupin                    | Républicain        |                                                                     |
| 1898                                     | 1904             | Alfred Roux (1857-1947)           | Conservateur       | Ferblantier, maire de La Roque-sur-Cèze                             |
| 1898                                     | 1904             | Paul Arnaud (1850-1930)           |                    | Propriétaire foncier à Cavillargues                                 |
| 1904                                     | 1910             | Marius Imbert                     | Radical-socialiste | Ingénieur, maire d'Orsan                                            |
| 1904                                     | 1910             | Albert Dussuel                    | Radical-socialiste | Propriétaire à Cavillargues                                         |
| 1910                                     | 1915 (décès)     | Marius Arsac                      | Radical-socialiste | Propriétaire à Bagnols-sur-Cèze                                     |
| 1910                                     | 1918 (décès)     | Benjamin Peyret                   | Radical-socialiste | Propriétaire à Saint-Michel-d'Euzet                                 |
| 1915                                     | 1919             | siège vacant                      |                    |                                                                     |
| 1918                                     | 1919             | siège vacant                      |                    |                                                                     |
| 1919                                     | 1922             | Marius Lagier                     | Radical-socialiste | Propriétaire au Pin                                                 |
| 1919                                     | 1940             | Albert Borrelly                   | Radical-socialiste | Viticulteur à Sabran                                                |
| Les données manquantes sont à compléter. |                  |                                   |                    |                                                                     |

### Conseillers généraux
| Période | Période           | Identité                              | Étiquette           | Qualité |
| ------- | ----------------- | ------------------------------------- | ------------------- | --- |
| 1833    | 1845              | Eugène de Chazelles-Chusclan          |                     | Ancien conseiller de préfecture Propriétaire à Chusclan                                                                                         |
| 1845    | 1848              | Charles Teste                         |                     | Conseiller référendaire à la Cour des Comptes (né à Bagnols-sur-Cèze)                                                                           |
| 1848    | 1861              | Jean-Baptiste Jules Brossier de Buros |                     | Propriétaire à Bagnols-sur-Cèze |
| 1861    | 1867              | Charles Tascher de La Pagerie         | Majorité dynastique | Premier chambellan de l'Impératrice Sénateur (1861-1869)                                                                                        |
| 1867    | 1871              | Joseph Cotton                         |                     | Propriétaire, notaire, juge de paix du canton                                                                                                   |
| 1871    | 1877              | Auguste Mallet                        | Républicain         | Chirurgien de la Marine militaire Député (1876-1878)                                                                                            |
| 1877    | 1878 (annulation) | Alfred Ribière                        | Conservateur        | Adjoint puis maire (1880-1881) de Bagnols-sur-Cèze                                                                                              |
| 1878    | 1883              | Théodore Lacombe                      | Républicain         | Négociant, maire de Bagnols-sur-Cèze (1870-1874, 1878-1880)                                                                                     |
| 1883    | 1889              | Aimé Vouland                          | Rad.                | Pharmacien, Maire de Bagnols-sur-Cèze (1881-1884)                                                                                               |
| 1889    | 1895              | Joseph Maurensac                      | Républicain         | Propriétaire, maire de Connaux (1865-1912) |
| 1895    | 1898 (démission)  | Aimé Vouland                          | Rad.                | Pharmacien, Maire de Bagnols-sur-Cèze (1881-1884 et 1896-1898)                                                                                  |
| 1898    | 1907              | Florentin Collain                     | royaliste           | Propriétaire Maire de Sabran |
| 1907    | 1913              | Bertin Boissin                        | Républicain         | Industriel, maire de Bagnols-sur-Cèze (1900-1912)                                                                                               |
| 1913    | 1919              | Florentin Collain                     | Conservateur        | Propriétaire Maire de Sabran |
| 1919    | 1925              | Joseph Arène                          | Rad.                | Maire de Bagnols-sur-Cèze (1919-1920) |
| 1925    | 1940              | Louis Prat                            | Rad.                | Vétérinaire à Bagnols-sur-Cèze |
|         |                   |                                       |                     | |
| 1942    | 1945              | Jean de Pressolle                     |                     | Maire de Saint-Michel-d'Euzet Nommé conseiller départemental en 1942                                                                            |
|         |                   |                                       |                     | |
| 1945    | 1951              | Henri Jeanjean                        | DVG                 | Maire de Bagnols-sur-Cèze (1945-1953) |
| 1951    | 1964              | Pierre Boulot                         | CNIP puis RI        | Maire de Bagnols-sur-Cèze (1953-1977) Vice-président du Conseil général (à partir de 1961)                                                      |
| 1964    | 1976              | Fernand Jarrié                        | CD puis DVG         | Boulanger Sénateur (1946-1948) Adjoint au maire de Bagnols-sur-Cèze                                                                             |
| 1976    | 1994              | Georges Benedetti                     | PS                  | Médecin Député (1981-1986 et 1988-1993) Sénateur (1986-1988) Président du conseil général du Gard en 1982 Maire de Bagnols-sur-Cèze (1977-1989) |
| 1994    | 2008              | Jean Vidal                            | DVG puis PS         | Employé à la centrale de Marcoule Maire de Saint-Nazaire (1989-1995) Vice-président du Conseil général (2004-2008)                              |
| 2008    | 2015              | Alexandre Pissas                      | PS puis DVG         | Chirurgien Maire de Tresques depuis 2001 Président de la communauté de communes du Val de Tave depuis 2008                                      |

### Conseillers départementaux
| Période élective | Période élective | Mandat | Mandat   | Identité         | Nuance | Nuance | Qualité                                                                                          |
| ---------------- | ---------------- | ------ | -------- | ---------------- | ------ | ------ | ------------------------------------------------------------------------------------------------ |
| 2015             | 2021             | 2015   | 2021     | Sylvie Nicolle   |        | DVG    | Fonctionnaire Maire de Sabran depuis 2013                                                        |
| 2015             | 2021             | 2015   | 2021     | Alexandre Pissas |        | DVG    | Chirurgien Maire de Tresques depuis 2001 1er vice-président du Conseil départemental depuis 2015 |
| 2021             | 2028             | 2021   | en cours | Sylvie Nicolle   |        | DVG    | Fonctionnaire Maire de Sabran depuis 2013                                                        |
| 2021             | 2028             | 2021   | en cours | Alexandre Pissas |        | DVG    | Chirurgien Maire de Tresques depuis 2001                                                         |

### Résultats détaillés

#### Élections de mars 2015
À l'issue du 1er tour des élections départementales de 2015, deux binômes sont en ballottage : Yvan Corbière et Monique Tézenas du Montcel (FN, 36,95 %) et Sylvie Nicole et Alexandre Pissas (DVG, 20,24 %). Le taux de participation est de 52,89 % (11 727 votants sur 22 174 inscrits) contre 53,96 % au niveau départemental et 50,17 % au niveau national.
Au second tour, Sylvie Nicole et Alexandre Pissas (DVG) sont élus avec 53,14 % des suffrages exprimés et un taux de participation de 55,53 % (5 976 voix pour 12 312 votants et 22 173 inscrits).

#### Élections de juin 2021
Le premier tour des élections départementales de 2021 est marqué par un très faible taux de participation (33,26 % au niveau national). Dans le canton de Bagnols-sur-Cèze, ce taux de participation est de 33,39 % (7 264 votants sur 21 753 inscrits) contre 33,46 % au niveau départemental. À l'issue de ce premier tour, deux binômes sont en ballottage : Corine Martin et Jean-Louis Morelli (RN, 36,52 %) et Sylvie Nicolle et Alexandre Pissas (DVG, 27,31 %).
Le second tour des élections est marqué une nouvelle fois par une abstention massive équivalente au premier tour. Les taux de participation sont de 34,36 % au niveau national, 34,93 % dans le département et 36,41 % dans le canton de Bagnols-sur-Cèze. Sylvie Nicolle et Alexandre Pissas (DVG) sont élus avec 53,29 % des suffrages exprimés (3 947 voix pour 7 921 votants et 21 756 inscrits),,.

## Composition

### Composition avant 2015

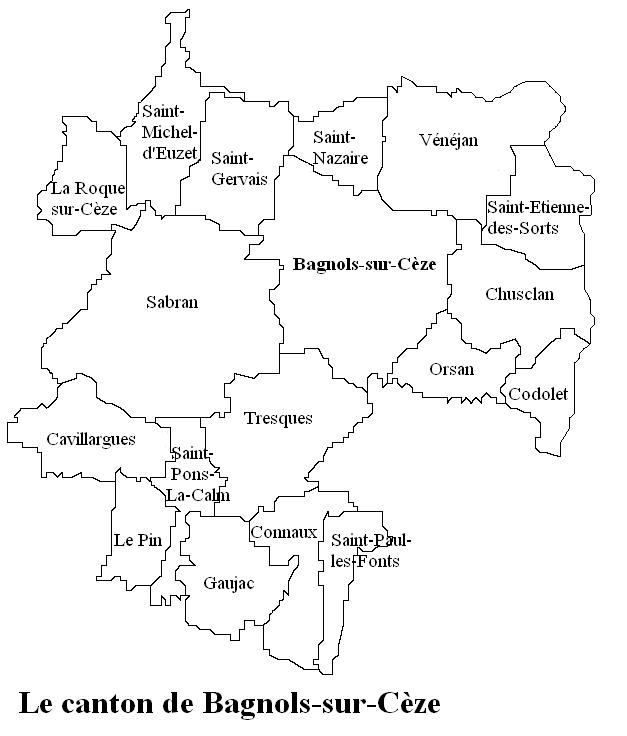
Carte du canton avant 2015.

Le canton regroupait dix-huit communes.
| Nom                          | Code Insee | Codepostal | Superficie (km2) | Population (dernière pop. légale) | Densité (hab./km2) |
| ---------------------------- | ---------- | ---------- | ---------------- | --------------------------------- | ------------------ |
| Bagnols-sur-Cèze (chef-lieu) | 30028      | 30200      | 31,37            | 18 375 (2012)                     | 586                |
| Cavillargues                 | 30076      | 30330      | 11,27            | 807 (2012)                        | 72                 |
| Chusclan                     | 30081      | 30200      | 13,23            | 978 (2012)                        | 74                 |
| Codolet                      | 30084      | 30200      | 5,17             | 701 (2012)                        | 136                |
| Connaux                      | 30092      | 30330      | 9,58             | 1 587 (2012)                      | 166                |
| Gaujac                       | 30127      | 30330      | 10,28            | 1 054 (2012)                      | 103                |
| Orsan                        | 30191      | 30200      | 6,90             | 1 090 (2012)                      | 158                |
| Le Pin                       | 30196      | 30330      | 5,96             | 365 (2012)                        | 61                 |
| La Roque-sur-Cèze            | 30222      | 30200      | 8,37             | 173 (2012)                        | 21                 |
| Sabran                       | 30225      | 30200      | 35,64            | 1 807 (2012)                      | 51                 |
| Saint-Étienne-des-Sorts      | 30251      | 30200      | 9,85             | 527 (2012)                        | 54                 |
| Saint-Gervais                | 30256      | 30200      | 11,87            | 672 (2012)                        | 57                 |
| Saint-Michel-d'Euzet         | 30287      | 30200      | 10,36            | 585 (2012)                        | 56                 |
| Saint-Nazaire                | 30288      | 30200      | 6,68             | 1 203 (2012)                      | 180                |
| Saint-Paul-les-Fonts         | 30355      | 30330      | 5,46             | 952 (2012)                        | 174                |
| Saint-Pons-la-Calm           | 30292      | 30330      | 6,37             | 428 (2012)                        | 67                 |
| Tresques                     | 30331      | 30330      | 17,90            | 1 735 (2012)                      | 97                 |
| Vénéjan                      | 30342      | 30200      | 18,55            | 1 208 (2012)                      | 65                 |

### Composition à partir de 2015
Le nouveau canton de Bagnols-sur-Cèze comprend onze communes entières.
| Nom                                      | Code Insee | Intercommunalité     | Superficie (km2) | Population (dernière pop. légale) | Densité (hab./km2) | Modifier                                    |
| ---------------------------------------- | ---------- | -------------------- | ---------------- | --------------------------------- | ------------------ | ------------------------------------------- |
| Bagnols-sur-Cèze (bureau centralisateur) | 30028      | CA du Gard rhodanien | 31,37            | 18 124 (2022)                     | 578                | modifier les données · modifier les données |
| Cavillargues                             | 30076      | CA du Gard rhodanien | 11,27            | 847 (2022)                        | 75                 | modifier les données · modifier les données |
| Chusclan                                 | 30081      | CA du Gard rhodanien | 13,23            | 975 (2022)                        | 74                 | modifier les données · modifier les données |
| Connaux                                  | 30092      | CA du Gard rhodanien | 9,58             | 1 702 (2022)                      | 178                | modifier les données · modifier les données |
| Gaujac                                   | 30127      | CA du Gard rhodanien | 10,28            | 1 069 (2022)                      | 104                | modifier les données · modifier les données |
| Orsan                                    | 30191      | CA du Gard rhodanien | 6,90             | 1 197 (2022)                      | 173                | modifier les données · modifier les données |
| Le Pin                                   | 30196      | CA du Gard rhodanien | 5,96             | 473 (2022)                        | 79                 | modifier les données · modifier les données |
| Sabran                                   | 30225      | CA du Gard rhodanien | 35,64            | 1 596 (2022)                      | 45                 | modifier les données · modifier les données |
| Saint-Étienne-des-Sorts                  | 30251      | CA du Gard rhodanien | 9,85             | 537 (2022)                        | 55                 | modifier les données · modifier les données |
| Saint-Pons-la-Calm                       | 30292      | CA du Gard rhodanien | 6,37             | 501 (2022)                        | 79                 | modifier les données · modifier les données |
| Tresques                                 | 30331      | CA du Gard rhodanien | 17,90            | 1 803 (2022)                      | 101                | modifier les données · modifier les données |
| Canton de Bagnols-sur-Cèze               | 3005       |                      | 158,35           | 28 824 (2022)                     | 182                | modifier les données                        |

## Démographie

### Démographie avant 2015
| 1962   | 1968   | 1975   | 1982   | 1990   | 1999   | 2006   | 2011   | 2012   |
| ------ | ------ | ------ | ------ | ------ | ------ | ------ | ------ | ------ |
| 20 936 | 25 210 | 26 828 | 29 174 | 30 864 | 32 335 | 33 698 | 34 146 | 34 247 |

### Démographie depuis 2015
En 2022, le canton comptait 28 824 habitants, en évolution de +0,13 % par rapport à 2016 (Gard : +2,97 %, France hors Mayotte : +2,11 %).
| 2013   | 2018   | 2022   |
| ------ | ------ | ------ |
| 28 672 | 28 723 | 28 824 |

## Patrimoine

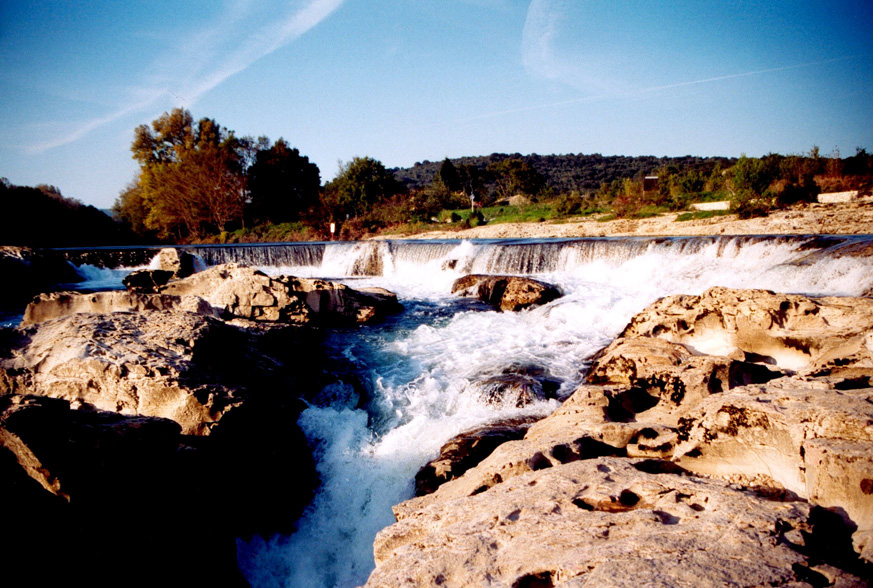
Les cascades du Sautadet à La Roque-sur-Cèze
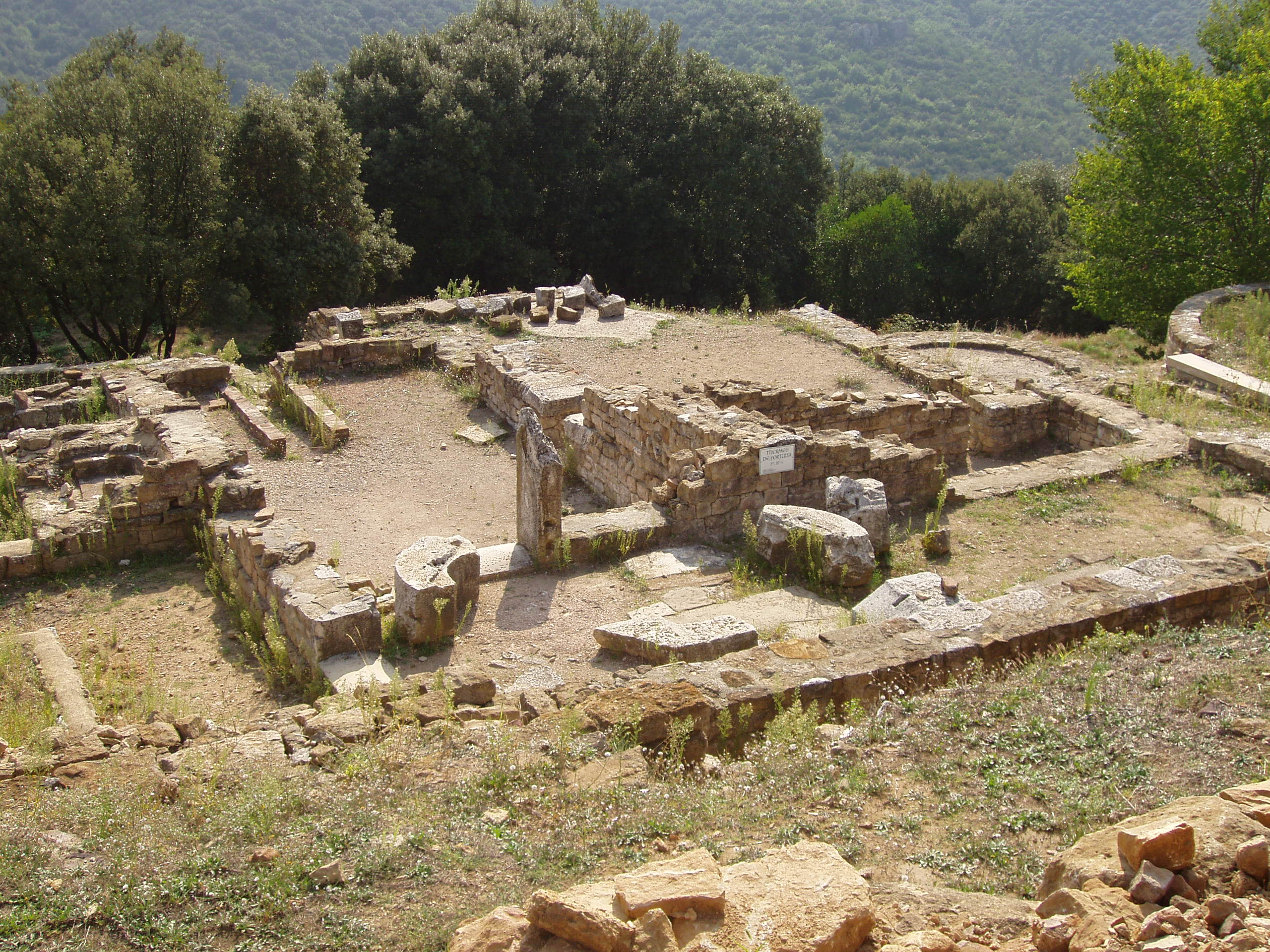
L’oppidum de Gaujac